# Brian Massumi

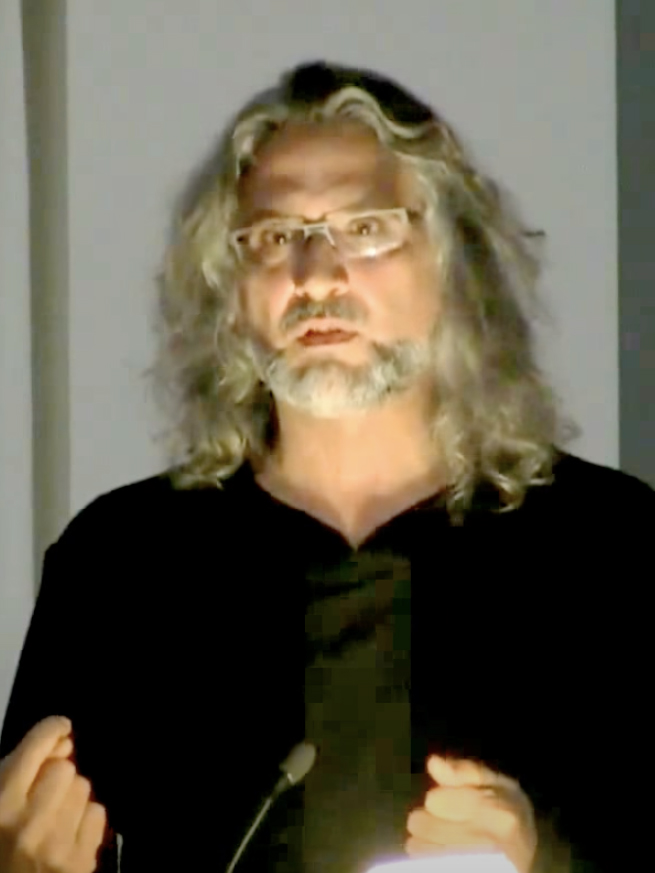
Brian Massumi

Brian Massumi (* 1956) ist ein kanadischer Philosoph und Gesellschaftstheoretiker. Seine Forschung umfassen die Bereiche Kunst, Architektur, Kulturwissenschaften und Philosophie. Er erhielt seinen Doktortitel in Französischer Literatur von der Yale University im Jahr 1987.
Massumi lebt und arbeitet mit der kanadischen Künstlerin und Philosophin Erin Manning zusammen, Direktorin des Sense Labs, einer Gesellschaft für Kunst und Technik in Montreal.
Er lehrt zurzeit an der Université de Montréal in der Abteilung für Kommunikationswissenschaften. Brian Massumi lehrte und referierte unter anderem auch an der Cornell University (2010), an der Universität Helsinki/Turku (2009), sowie University of London (2008) und der University of California, Los Angeles (2000).

## Schriften
- mit Kenneth Dean: First and Last Emperors: The Absolute State and the Body of the Despot. Autonomedia, 1993, ISBN 0-936756-77-2.
- The Politics of Everyday Fear. University of Minnesota Press, 1993, ISBN 0-8166-2163-2.
- mit Michael Hardt, Sandra Buckley (Hrsg.): Theory Out of Bounds. University of Minnesota Press book series, 1993–2007.
- mit Erin Manning (Hrsg.): Technologies of Lived Abstraction. MIT Press book series, begonnen 2009.
- Parables for the Virtual: Movement, Affect, Sensation. Duke University Press, 2002, ISBN 0-8223-2882-8.
- A Shock to Thought: Expression After Deleuze and Guattari. Routledge, 2002, ISBN 0-415-23804-8.
- Ontomacht. Kunst, Affekt und das Ereignis des Politischen. Mit einem Vorwort von Erin Manning. Aus dem Englischen von Claudia Weigel. Merve, Berlin 2010, ISBN 978-3-88396-290-0.
- Semblance and Event: Activist Philosophy and the Occurrent Arts. MIT Press, 2011, ISBN 978-0-262-13491-0.
- mit Erin Manning, Thought in the Act: Passages in the Ecology of Experience. University of Minnesota Press, 2014, ISBN 978-0-8166-7967-6.
- What Animals Teach Us about Politics. Duke University Press, 2014, ISBN 978-0-8223-5800-8.
- The Power at the End of the Economy. Duke University Press, 2015, ISBN 978-0-8223-5838-1.
- Politics of Affect. Polity Press, 2015, ISBN 978-0-7456-8981-4.
- Ontopower: War, Powers, and the State of Perception. Duke University Press, 2015, ISBN 978-0-8223-5995-1.
- The Principle of Unrest: Activist Philosophy in the Expanded Field. Open Humanities Press, 2017, ISBN 978-1-78542-044-3.
- 99 Theses on the Revaluation of Value: A Postcapitalist Manifesto. Minneapolis: University of Minnesota Press, 2018, ISBN 978-1-5179-0587-3.
- Architectures of the Unforeseen: Essays in the Occurrent Arts. Minneapolis: University of Minnesota Press, 2019, ISBN 978-1-5179-0596-5.
- Parables for the Virtual: Movement, Affect, Sensation. augmented twentieth anniversary edition, Duke University Press, 2021, ISBN 978-1-4780-1467-6
- Couplets: Travels in Speculative Pragmatism. Duke University Press, 2021, ISBN 978-1-4780-1466-9